# Coppa Italia di Serie A2 2016-2017 (calcio a 5)
La Coppa Italia di Serie A2 2016-2017 è stata la 18ª edizione della manifestazione riservata alle formazioni di Serie A2 di calcio a 5. La final eight è organizzata dalla società Futsal Cisternino e si è tenuta dal 10 al 12 marzo 2017 presso il PalaWojtyla di Martina Franca.

## Squadre partecipanti
La squadra detentrice è il Dosson (promosso in Serie A al termine della precedente stagione); per il PesaroFano si tratta della quarta partecipazione. I rossiniani sono inoltre l'unica formazione di quelle qualificate ad avere già vinto il trofeo (2014-15). Barletta, Cisternino, Policoro e Prato sono invece al debutto assoluto. Alla manifestazione sono qualificate d'ufficio le prime quattro squadre classificate di ciascun raggruppamento al termine del girone d'andata ovvero:
| Girone A | Girone A   | Girone B | Girone B   |
| 1        | PesaroFano | 1        | Cisternino |
| 2        | Arzignano  | 2        | Augusta    |
| 3        | Milano     | 3        | Policoro   |
| 4        | Prato      | 4        | Barletta   |

## Formula
Il torneo si svolge con gare ad eliminazione diretta di sola andata. La formula prevede che nei quarti e nelle semifinali, in caso di parità dopo i tempi regolamentari, la vittoria sia determinata direttamente dai tiri di rigore. Nella finale, in caso di parità dopo 40', si svolgono due tempi supplementari di 5 minuti ciascuno. In caso di ulteriore parità al termine degli stessi, la vincitrice è determinata mediante i tiri di rigore.

## Tabellone
|  | Quarti di finale | Quarti di finale | Quarti di finale |              |            | Semifinali | Semifinali | Semifinali |  |  | Finale | Finale | Finale |  |
|  |                  |                  |                  |              |            |            |            |            |  |  |        |        |        |  |
|  | 1A               | PesaroFano       | 3                |              |            |            |            |            |  |  |        |        |        |  |
|  | 1A               | PesaroFano       | 3                |              |            |            |            |            |  |  |        |        |        |  |
|  | 3B               | Policoro         | 1                |              |            |            |            |            |  |  |        |        |        |  |
|  | 3B               | Policoro         | 1                |              | PesaroFano | PesaroFano | 3          |            |  |  |        |        |        |  |
|  |                  |                  |                  |              | PesaroFano | PesaroFano | 3          |            |  |  |        |        |        |  |
|  |                  |                  | Barletta         | Barletta     | 2          |            |            |            |  |  |        |        |        |  |
|  | 2A               | Arzignano        | Barletta         | Barletta     | 2          | 2          |            |            |  |  |        |        |        |  |
|  | 2A               | Arzignano        |                  |              |            |            |            |            |  |  |        |        |        |  |
|  | 4B               | Barletta         | 3                |              |            |            |            |            |  |  |        |        |        |  |
|  | 4B               | Barletta         | 3                |              | PesaroFano | PesaroFano | 7          |            |  |  |        |        |        |  |
|  |                  |                  |                  |              |            |            |            |            |  |  |        |        |        |  |
|  |                  |                  | Milano           | Milano       | 2          |            |            |            |  |  |        |        |        |  |
|  | B2               | Augusta          | Milano           | Milano       | 2          | 2(1)       |            |            |  |  |        |        |        |  |
|  | B2               | Augusta          |                  |              |            |            |            |            |  |  |        |        |        |  |
|  | A4               | Prato (dcr)      | 2(3)             |              |            |            |            |            |  |  |        |        |        |  |
|  | A4               | Prato (dcr)      | 2(3)             |              | Prato      | Prato      | 1(2)       |            |  |  |        |        |        |  |
|  |                  |                  |                  |              | Prato      | Prato      | 1(2)       |            |  |  |        |        |        |  |
|  |                  |                  | Milano (dcr)     | Milano (dcr) | 1(3)       |            |            |            |  |  |        |        |        |  |
|  | 1B               | Cisternino       | Milano (dcr)     | Milano (dcr) | 1(3)       | 2          |            |            |  |  |        |        |        |  |
|  | 1B               | Cisternino       |                  |              |            |            |            |            |  |  |        |        |        |  |
|  | 3A               | Milano           | 4                |              |            |            |            |            |  |  |        |        |        |  |

### Risultati

#### Quarti di finale
| Arbitri: | Carmelo Alfano (Palermo) Fabrizio Schirripa (Reggio Calabria) |
| Crono:   | Nicola Acquafredda (Molfetta)                                 |

|                                                 |           |                 |
| Weber 24'47'’ Tonidandel 38'15'’ Héctor 39'03'’ | Marcatori | 39'42'’ Osvaldo |

| Arbitri: | Dario Di Nicola (Pescara) Pierluigi Tomassetti (Ascoli Piceno) |
| Crono:   | Luca Michele De Candia (Molfetta)                              |

|                               |           |                                           |
| Santana 21'49'’ Major 35'04'’ | Marcatori | 25'40'’, 34'30'’ Iglesias 38'54'’ Garrote |

| Arbitri: | Fabio Pagliarulo (Napoli) Michele Caprioli (Venosa) |
| Crono:   | Tommaso Impedovo (Bari)                             |

|                               |                      |                                |
| Basso 7'27'’ Jorginho 27'27'’ | Marcatori            | 2'37'’ Josiko 27'48'’ Mangione |
| Basso Bagatini                | Tiri di rigore 1 – 3 | Rosati Josiko Murilo           |

| Arbitri: | Calogero Castellino (Treviso) Natale Mazzone (Imola) |
| Crono:   | Paolo De Lorenzo (Brindisi)                          |

|                             |           |                                                           |
| Bruno 14'17'’ Baron 23'27'’ | Marcatori | 1'55'’ Esposito 5'57'’ Mendes 27'11'’, 37'13'’ Leandrinho |

#### Semifinali
| Arbitri: | Riccardo Davì (Bologna) Giulio Colombini (Bassano del Grappa) Vincenzo Tafuro (Brindisi) |
| Crono:   | Raffaele Ricci (Foggia)                                                                  |

|                            |           |                                                         |
| Egea 4'01'’ Héctor 20'26'’ | Marcatori | 4'30'’ Iglesias 24'16'’ (aut.) Iglesias 29'38'’ Garrote |

| Arbitri: | Gianfranco Marangi (Brindisi) Ciro Oliviero (Pesaro) Tommaso Impedovo (Bari) |
| Crono:   | Paolo De Lorenzo (Brindisi)                                                  |

|                            |                      |                                      |
| Rosati 8'53'’              | Marcatori            | 21'01'’ Gargantini                   |
| Rosati Josiko Murilo Fumes | Tiri di rigore 2 – 3 | Fantecele Leandrinho Esposito Mendes |

#### Finale
| Arbitri: | Giovanni Zannola (Ostia) Vincenzo Sgueglia (Civitavecchia) Luca Caracozzi (Foggia) |
| Crono:   | Luigi Fiorentino (Molfetta)                                                        |

| |            | |
| Héctor 3'42'’, 9'39'’ Weber 11'05'’ Tres 27'10'’ Tonidandel 30'19'’ Lamedica 34'46'’ Stringari 39'51'’ | Marcatori  | 29'40'’ Esposito 35'33'’ Gargantini |
| · Miguel Weber · Rudinei Tres · Felipe Tonidandel · Guilherme Stringari · Héctor Albadalejo · Alessandro Gennari · Diego Burato · Thomas Egea · Tommaso Bonci · Giacomo Lamedica · Luca Mercolini · Diego Vagnini | Formazioni | Fabio Tondi Matteo Gargantini Luciano Mendes Leandrinho Alan Paolo Murdaca Juanpe Marcello Esposito André Fantecele Yesak Brioschi Gabriele Migliano Minazzoli Tommaso Ghezzi |
| Cafu | Allenatori | Daniele Sau |

## Classifica marcatori
| Gol |  |  | Giocatore            | Squadra    |
| --- |  |  | -------------------- | ---------- |
| 4   |  |  | Héctor Albadalejo    | PesaroFano |
| 3   |  |  | Cristian Iglesias    | Barletta   |
| 2   |  |  | Marcello Esposito    | Milano     |
| 2   |  |  | Matteo Gargantini    | Milano     |
| 2   |  |  | José Antonio Garrote | Barletta   |
| 2   |  |  | Leandrinho           | Milano     |
| 2   |  |  | Felipe Tonidandel    | PesaroFano |
| 2   |  |  | Miguel Weber         | PesaroFano |
| 1   |  |  | Nicolò Baron         | Cisternino |
| 1   |  |  | Alexandre Basso      | Augusta    |
| 1   |  |  | Bruno                | Cisternino |
| 1   |  |  | Thomas Egea          | PesaroFano |

| Gol |  |  | Giocatore           | Squadra    |
| --- |  |  | ------------------- | ---------- |
| 1   |  |  | Jorginho            | Augusta    |
| 1   |  |  | Josiko              | Prato      |
| 1   |  |  | Giacomo Lamedica    | PesaroFano |
| 1   |  |  | Paulo Major         | Arzignano  |
| 1   |  |  | Gaetano Mangione    | Prato      |
| 1   |  |  | Luciano Mendes      | Milano     |
| 1   |  |  | Osvaldo Moreno      | Policoro   |
| 1   |  |  | Enrico Rosati       | Prato      |
| 1   |  |  | Jones Santana       | Arzignano  |
| 1   |  |  | Guilherme Stringari | PesaroFano |
| 1   |  |  | Rudinei Tres        | PesaroFano |